# ビア缶チキン

ビア缶チキンの例

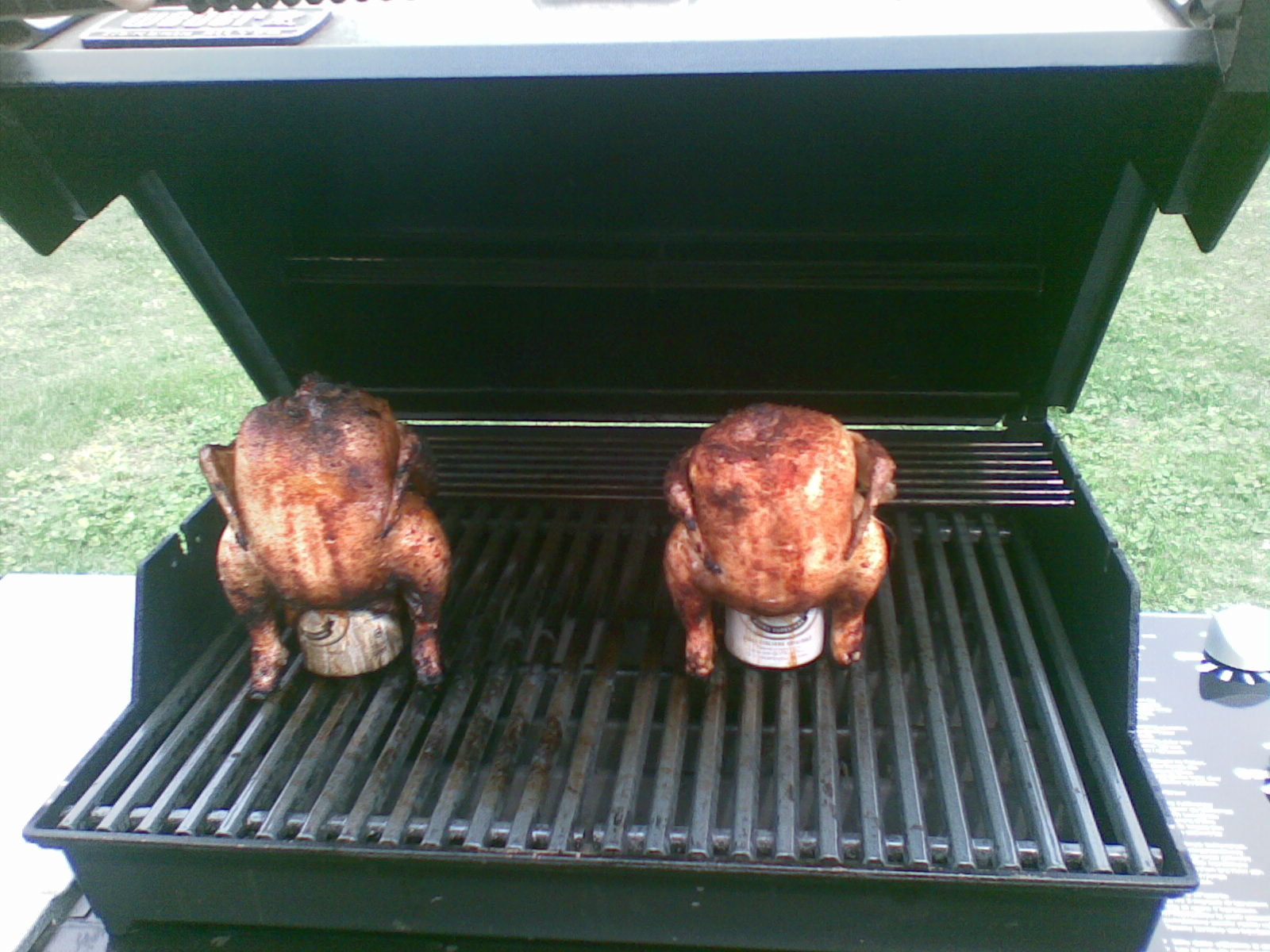
ビア缶チキンをグリルしているところ

ビア缶チキン（Beer can chicken）は、アウトドア料理、バーベキュー料理の1つ。
中身を半分ほど残した缶ビールを丸鶏の尻から体内に刺し、バーベキューグリルで蒸し焼きにした料理である。ビールの蒸気によって鶏肉が柔らかくジューシーになり、対照的に皮はパリっとしているのが特徴。
アメリカ合衆国で誕生した料理とされる。

## 危険性
ビール缶を含む缶詰には金属の腐食防止のため、缶の内、外をビスフェノールA (BPA)でコーティングしていることが多い。BPAには内分泌かく乱作用があり、発がん性や様々な健康被害が報告される物質でもある。通常の用法ではBPAが溶けだすことはないが、摂氏120度を超えて加熱すると溶けだす。BPAは無味無臭であり溶出しても風味の変化が感じられない。缶詰を直火で加熱することは、BPA溶出を招く危険な行為であるが、ビア缶チキンのような調理法でもリスクはある。